# Alpská pastýřka
Alpská pastýřka (ve francouzském originále La Bergère des Alpes) je opéra comique o třech dějstvích českého skladatele působícího ve Francii Josefa Kohouta (Kohauta) na libreto francouzského spisovatele a dramatika Jeana-Françoise Marmontela podle Marmontelovy starší stejnojmenné mravoučné povídky. Měla premiéru 19. února 1766 v pařížském divadle Comédie-Italienne v jeho tehdejším působišti v budově Hôtel de Bourgogne.

## Vznik a charakteristika
Alpská pastýřka měla premiéru dva roky po Kohoutově úspěšné divadelní prvotině, jednoaktové opeře Zámečník. Oproti Zámečníkovi byla Alpská pastýřka ambicióznějším projektem: byla to tříaktová, tedy celovečerní opera a rovněž její libretista byl tentokrát uznávanou divadelní osobností. Jean-François Marmontel (1723–1799) byl významným osvícenským literátem. Psal pro divadlo, a zejména pak operní libreta pro nejvýznamnější soudobé skladatele působící ve Francii, jako Jeana-Philippa Rameaua, Antoina Dauvergne, A.-E.-M. Grétryho, Niccola Piccinniho a Luigiho Cherubiniho. Jako prozaik se pak proslavil zejména svým souborem Mravoučných povídek (Contes morales) vycházejících v letech 1755 až 1759. Právě jedna z nich – ta, o níž baron Friedrich Melchior Grimm tvrdil, že „se zvláště zalíbila ženám, a jejíž přednosti jsem nikdy nepocítil“ – se stala základem pro libreto ke Kohoutově druhé opeře.

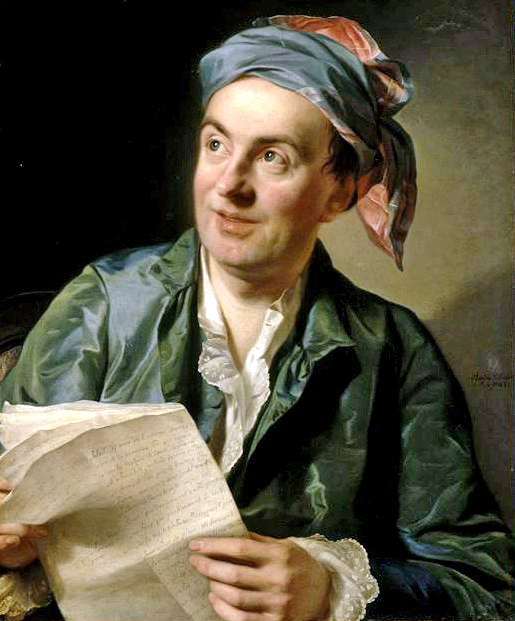
Libretista Alpské pastýřky Jean-François Marmontel, portrét od Alexandra Roslina z roku 1767

Ke kontaktu mezi skladatelem a spisovatelem mohlo dojít nejpravděpodobněji z toho důvodu, že oba patřili do okruhu barona von Holbacha. Mezi ně patřil i Denis Diderot, který se zmiňoval, že mu libreto přistálo na stole. „Tato opéra comique je od Marmontela; je to jeho Alpská pastýřka, kterou upravil pro jeviště. Poslali mi ji, abych se k ní vyjádřil; a můj názor je, že je to námět nevděčný, a pokud skladatel neudělá zázraky, dílo neuspěje.“ Diderot se zmiňuje i o tom, že byl před premiérou svědkem hádek obou autorů.
Dobová kritika po uvedení opery sdílela Diderotův názor, že příběh nebylo pro divadlo dostatečně nosný; podle recenze v oficiálním Mercure de France se líbil první akt, ale zbývající dva už obecenstvo nezaujaly, a to „přes potěchu z hudby, která se nám líbí“. Podle barona Grimma propadla. Příčinou neúspěchu byl zřejmě nedostatek dějových situací a malá charakterizace postav, což se spolu se soustavnou pastorální náladou jistě odrazilo i na určité jednotvárnosti hudby. Podrobná recenze vydaného libreta v Mercure de France soudila v Diderotově duchu, že už zvolená forma opéry comique námětu nevyhovovala: „Pan Marmontel chtěl zušlechtit žánr dramatu s arietami; to nelze popřít, čteme-li tuto hru, jež je z těch, jejíž četba nejvíce potěší milovníky poezie. Je bezpochyby třeba přivítat projekt, jehož cílem je povznést národní duch k poctivému a jemnému vkusu touž cestou, po které zbloudil: avšak poté, co s potěšením přečteme verše Alpské pastýřky, zalitujeme, že půvaby těchto detailů nebyly využity ve prospěch zajímavosti a citu, v ušlechtilých a přirozených dialozích. Kdo kdy shledá pravděpodobným, a tedy i zajímavým, aby se postavy podléhající nejcitlivějším a často i nejnáhlejším pohnutím jednaly a vyjadřovaly se pomocí árií a romancí?“
Friedrich Melchior Grimm ve svých vlivných Correspondences littéraires podrobil Marmontelovo libreto podrobné kritice a svůj popis zakončil: „Pane Marmontele, o vaší Alpské pastýřce už nechci slyšet. Měla několik představení, kde ji lidé prozívali; stáhl jste ji tedy: dobře tak, ať už se o ní nemluví. Bohužel nemohu říci nic lepšího o skladateli než o spisovateli. Pan Kohaut nemá ve své hudbě ani vervu, ani nápady, ani kolorit; je slabý a přízemní. Psát pro divadlo je velký podnik a není možné si myslet, že když někdo umí udělat hezké menuety, že proto je schopen zhudebnit divadelní kus. Tady se po tom všichni pachtí, ale jaká z toho jsou díla! Tento Kohaut má ve Vídni bratra, který zdědil všechen rodový génius. Kdysi to býval úchvatný loutnista. Bůh odpusť panu knížeti Kounicovi, že z něj udělal svého tajemníka!“ Později při příležitosti premiéry Žofie aneb Tajného manželství se Grimm zmínil o „té nešťastné Alpské pastýřce, kterou pan Marmontel porodil tak pracně a která zemřela čtyři dny po narození“.
Zřejmě z důvodu neúspěchu nebyla partitura Alpské pastýřky vydána tiskem – na rozdíl od Kohoutovy předchozí opery Zámečník a následující Žofie aneb Tajné manželství. Nedochovala se ani v rukopise. O jisté popularitě její hudby však svědčí to, že se v některých písňových sbírkách ocitla celkem asi třetina z této opery, i když převážně jen sólových zpěvů a pouze v podobě zpěvní linky. Podle moderního hodnocení Jany Frankové se jedná o „příjemné melodie“, avšak dramaticky nejvýznamnější dochovaná z nich, árie Adelaidy z konce 3. dějství, „působí méně zdařile“.
Těsně před Kohoutovou operou uvedla Comédie-Française jednoaktovou činoherní adaptaci marmontelovy Alpské pastýřky: byla to prvotina dramatika Françoise-Georgese Fouquese Deshayese, píšícího pod pseudonymem Desfontaines, měla premiéru 15. prosince 1765 a dosáhla sedmi repríz, zatímco Mercure de France již ohlašoval Marmontelovu (a Kohoutovu) verzi pro Comédie-Italienne.

## Inscenační historie

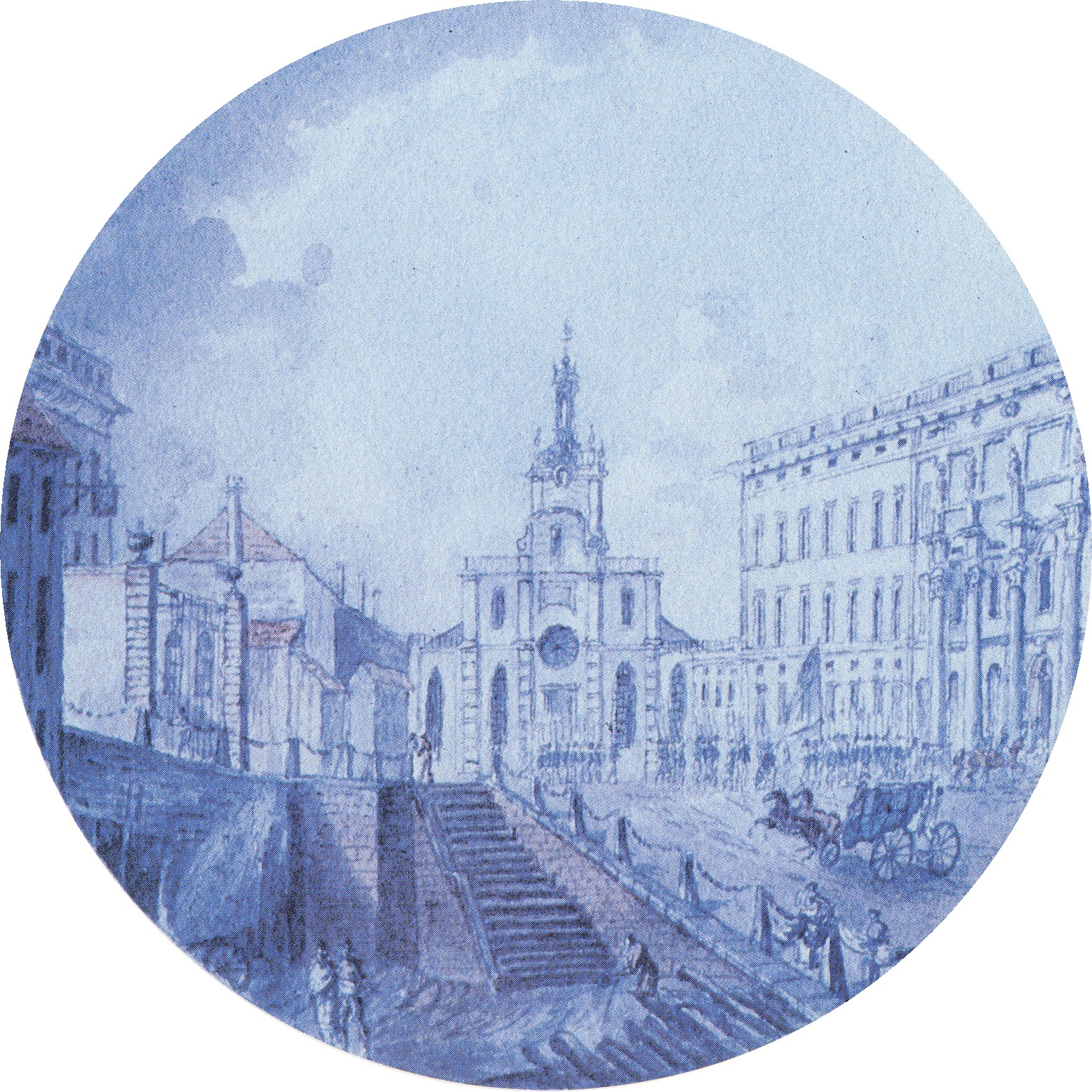
Míčovna ve Stockholmu (nalevo od kostela), kde se rovněž hrála Alpská pastýřka. Kresba Martina Rudolfa Helanda

Alpská pastýřka v Comédie-Italienne zdaleka nedosáhla ohlasu Kohoutova Zámečníka; odehrálo se zde mezi premiérou 19. února a posledním uvedením 3. března 1766 pouze šest představení, i když registry zaznamenávají dobrou návštěvnost i příjmy ze vstupného. Uvádění v jiných francouzskojazyčných divadlech však mohou dokládat samostatné tisky libreta v Bruselu (1766, 1770) a Avignonu (1766)- Dobový tisk také dokládá, že se Alpská pastýřka přibližně ve stejné době jako v Paříži hrála též v Lyonu; dopisovatel Mercure de France tvrdí, že „[tato komedie] se zdálo poněkud chladná, přes zdání zajímavosti a vroucnosti, které se v ní [herci] snažili rozprostřít!“
Ze zahraničí je zaznamenáno pět představení v divadle v Míčovně ve Stockholmu v letech 1768–1770. Německé libreto dokládá představení Alpské pastýřky v německém překladu v Řezně v letech 1769 a 1774, ale fragmenty hudby zachované v tamější knihovně knížat Thurn-Taxisů ve srovnání s dochovanou Kohoutovou hudbou naznačují, že se pravděpodobně jednalo o jiné zhudebnění. V letech 1775 a 1783 jsou navíc doložena představení v Královském divadle Kodani v dánském překladu Christena Henriksena Prama a v hudební úpravě Johanna Ernsta Hartmanna jako Hyrdinen paa Alperne.

## Osoby
- Adélaïde de Sévile jakožto pastýřka
- Fonrose, nejprve v městském oděvu, poté jako pastýř
- pan de Fonrose, jeho otec
- paní de Fonrose, jeho matka
- Blaise
- Renette
- Guillot
- Jeannette
- La Fleur, komorník pana de Fonrose
- služebnictvo pana de Fonrose[20]

## Děj opery

### 1. dějství
(Krajina s dubem a prostým hrobem)
Pastýř Guillot vymlouvá neznámému městskému mladíkovi (Fonrosovi) jeho nápad: mladík chce totiž odkoupit Guillotův oděv, pastoušku i stádo ovcí a vydávat se za pastevce (č. 1 duet Non, Monsieur, c'est une folie). Jako důvod Fonrose uvádí, že si přeje opustit město a užívat venkovské selanky. A navíc zde v lůně přírody, jak je obecně známo, nejvolněji vládne láska (č. 2 Fonrosova árie C'est dans les bois que l'amour prit naissance). Guillot jeho představy krotí: jako všechna povolání má i život pastevce své přednosti a svá úskalí (č. 3 árie Rien n'est si beau). Avšak Fonrose je odhodlán svůj plán uskutečnit a odkupuje od Guillota vše za mnohem více peněz, než na kolik si pastýř svůj majetek sám cení (č. 4 duet J'ai dans la plaine).

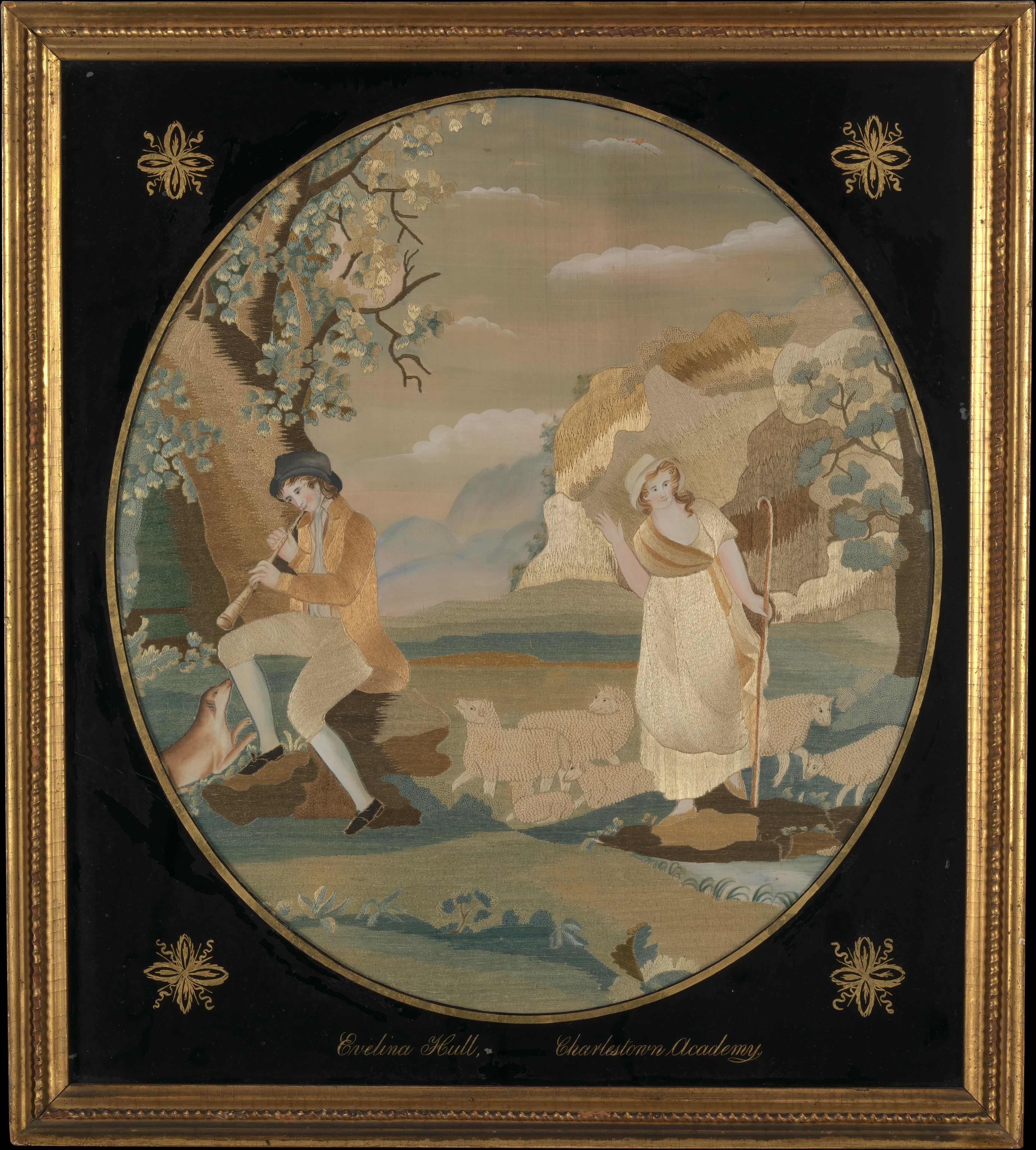
Alpská pastýřka, výšivka Evelyny Hullové z počátku 19. století – Fonrose hraje Adélaïdě na hoboj

Když odejdou, přichází na místo pravá příčina Fonrosovy přítomnosti – krásná Adélaïde. Ujali se jí před časem místní chalupníci Blaise a Renette, aniž by věděli, že dívka je urozeného původu a vdova po důstojníkovi Dorestanovi, který právě zde spočívá v hrobě. Jeho choť ho sem jako obvykle přichází oplakávat. Poté se objeví i Guillotova snoubenka Jeannette a stěžuje si, že sotva její milý zbohatl, utekl jí, zatímco ona je mu v lásce vzorně věrná (č. 5 árie Jeannetty Hélas, quand il vint au vilage).
Fonrose přejde se svým nově nabytým stádem. Zpozoruje Adélaïdu a prozatím se ukrývá v křovisku, z něhož chce Adélaïdu okouzlit hrou na hoboj. Adélaïde v domnění, že je sama, opět truchlí nad hrobem manžela a je překvapena, když její zpěv odkudsi doprovodí hoboj, nadto hraný tak profesionálně, že by se toho na venkově nenadála (č. 6 árie Adélaïdy Ma douleur semble se répandre).
Za chvíli přichází Fonrose a pomáhá Renettě s otýpkou dříví. Renettě se dvorný pastýř zamlouvá a upozorňuje na něho svou schovanku: neměla by totiž zůstat navždy sama (č. 7 árie Renetty On ne vit pas seule au monde). Adélaïde ale pomyšlení na sňatek odmítá. Pak s ní hovoří sám Fonrose a chce upoutat její zájem, a to i chvalozpěvem na přírodu (č. 8 árie Oui, la nature est la mère). Adélaïde je vůči podivnému cizinci obezřetná a vyzvídá tajemství jeho hudební zdatnosti, ale Fonrose se vymluví lichotkou, že to její hlas a vzezření ho inspirovaly k dokonalé hře (č. 9 píseň Vous chantez, je suis ravi). Vyzývá ji však, aby zazpívala něco veselejšího. Adélaïde to odmítá – zvláště na tomto místě – a Fonrose je proto hotov hořekovat s ní, protože i on má v duši trápení (č. 10 duet Ah que deux âmes dans la peine).

### 2. dějství

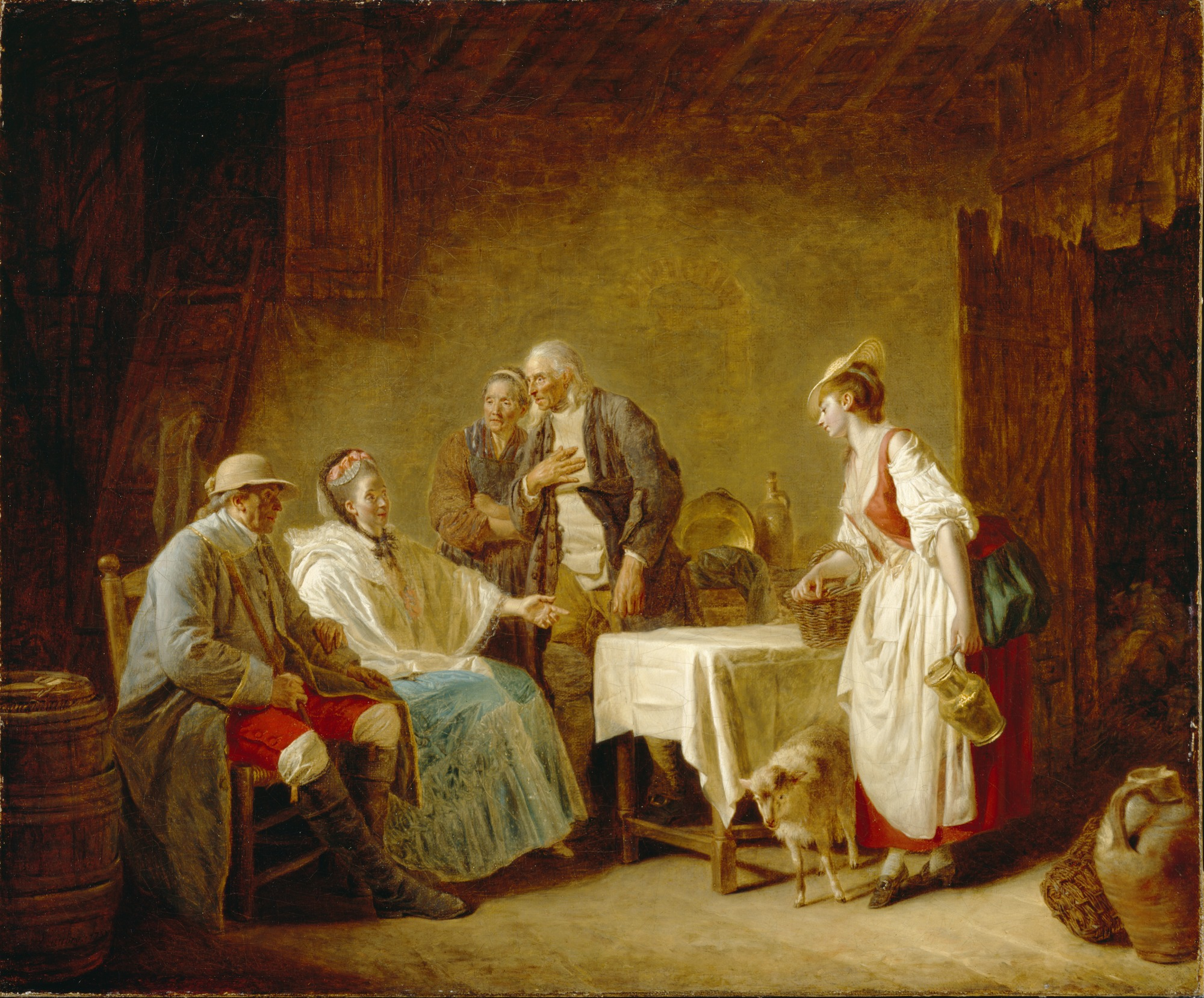
Scéna z Alpské pastýřky (Pán a paní de Fonrose, Renette a Blaise, Adélaïde), obraz Étienna Aubryho z roku 1775

(Vnitřek chalupy) Blaise a Renette už plánují sňatek Adélaïdy s novým pastýřem. Přitom zálibně vzpomínají na své vlastní zásnuby a veselku (č. 11 duet Quand il fallut aller). Adélaïde přivádí vlastní stádečko ovcí (č. 12 árie Petits moutons, accourez tous) a hned svým dobrodincům chystá oběd. Přestože jí to Blaise a Renette úplně nevěří, protože si všimli její zádumčivosti, Adélaïde tvrdí, že je zde zcela šťastná (č. 13 rondo Adélaïdy Dans quel asile).
Na dveře buší La Fleur, sluha pana de Fonrose, a oznamuje příchod svého pána a paní. Oba hledají svého syna, který utekl z domu, a právě chytili jakéhosi ničemu, který měl na sobě šaty mladého Fonrose; je třeba obávat se nejhoršího. Fonrosovi vstupují; pan de Fonrose se snaží svou choť utěšovat, ale ta je přesvědčena, že její dítě již je po smrti.
Muži pana de Fonrose přivádějí zadrženého Guillota a všichni se na něj sesypou (č. 14 ansámbl Ah scélérat!). Jen nebohá Jeannetta ho brání (č. 14 bis? árie Jeannetty C'est en amour qu'il est fripon). Guillot vypráví celou neuvěřitelnou historii. Fonrosovi se ihned chtějí vydat za mladíkem, v němž tuší svého syna, ale bojí se, že opět uteče, jen co je spatří. Adélaïde se nabídne, že půjde první a zaonačí to tak, že ho sama přivede. Rodiče souhlasí a radují se, že potomek je podle všeho živ a zdráv (č. 15 ansámbl Oui, c'est lui-même).

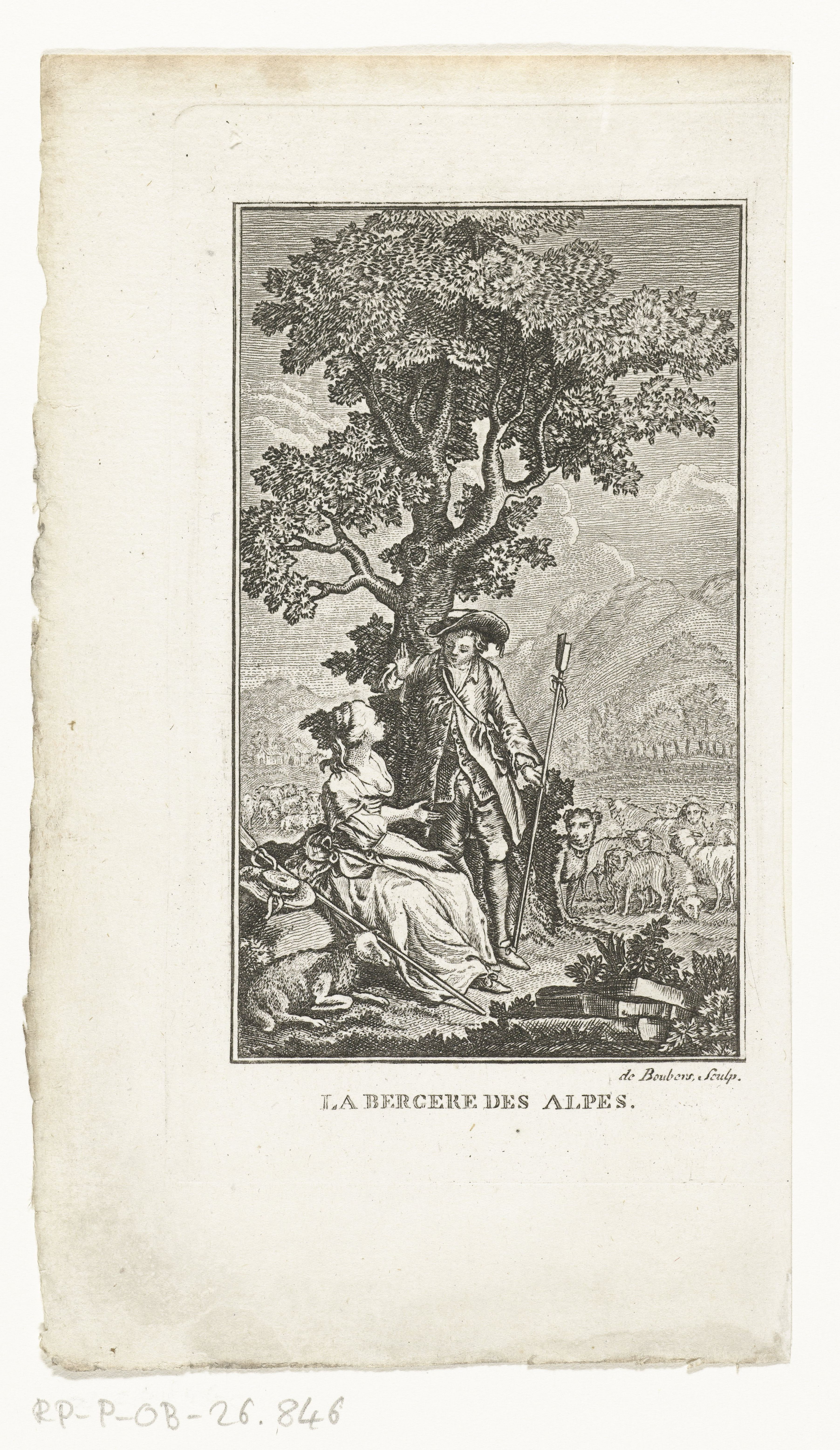
Alpská pastýřka, ilustrace k Marmontelově povídce podle kresby Huberta Françoise Gravelota

### 3. dějství
(Stejná dekorace jako v 1. dějství)
Mladý Fonrose očekává Adélaïdu na místě, kde si s ním smluvila schůzku, a bojí se, že ho nemiluje – to by byl jeho konec (č. 16 árie C'est fait de moi). Jeannette přichází s Adélaïdou; vyptává se po osudu Guillota a prosí o pomoc s jeho osvobozením (č. 17 árie Jeannetty Rendez-le moi bien vite). Guillot, přichází volný, ale rozzlobený; jakmile spatří Fonrose, vnutí mu zpátky jeho peníze a bere si své věci zpět.
Fonrose je nucen přiznat svou léčku Adélaïdě, která celé scéně přihlížela. Ona mu za to svěřuje své tajemství: její manžel před dvěma léty kvůli ní zběhl z vojska, ale z výčitek svědomí poté spáchal sebevraždu právě na tomto místě, a proto je tu i pochován (č. 18 árie Adélaïdy Sous ces gazons depuis deux ans repose). Pan se Fonrose vyptává na jeho tajemství. Ten se nejprve zdráhá (č. 19 árie Ah! ne m'enviez pas), ale pak přece jen prozradí své jméno. Adélaïde mu vyčítá, že působí žal svým rodičům (č. 20 árie Vous effrayez un tendre père). Fonrose vyznává, že tak učinil z lásky k ní (č. 21 árie Si je laisse dans les larmes), ale Adélaïde ho odmítá.
Nyní dorazí zbytek společnosti. Rodiče kárají svého syna za dětinské chování. Adélaïde jim prozrazuje svůj původ a Fonrosové by neměli námitky proti jejímu sňatku s jejich synem, ale jestli ho nechce, musí se s tím mladý Fonrose smířit. Ten ale ztropí scénu a odmítá odejít – nechce-li jej Adélaïde milovat, vyhrožuje, že bude následovat jejího chotě (č. 22 árie Fonrose Ah quel effort!). Pán a paní de Fonrose, Blaise i Renette naléhají na Adélaïdu tak dlouho, až nakonec podlehne a svolí k sňatku s pošetilým jinochem. Všichni se radují. Adélaïde děkuje pěstounům za jejich péči, Fonrose slibuje uspořádat Jeannettě a Guillotovi svatbu a všichni tak budou šťastni (č. 23 závěrečný ansámbl Enfin je respire).